# Unjon állomás
Unjon (Unyeon) állomás az incshoni (incheoni) 2-es metrónak az állomása, mely Incshon (Incheon)ban található.

## Viszonylatok
| Incshon (Incheon) 2                       | Incshon (Incheon) 2 | Incshon (Incheon) 2 |
| ----------------------------------------- | ------------------- | ------------------- |
| Nagy Park Komdan Orju (Geomdan Oryu) felé | fő vonal            | végállomás          |